# Disney's All-Star Sports Resort
Disney's All-Star Sports Resort es un resort parte de Walt Disney World en Orlando, Florida. Es uno de los cuatro resorts en la categoría de "económicos", junto con Disney's All-Star Music Resort, Disney's All-Star Movies Resort y Disney's Pop Century Resort. El resort está ubicado en la parte sur de la propiedad de Walt Disney World Resort y tiene un tema deportivo. Como es característico de los resorts económicos, la propiedad está decorada con grandes símbolos en SurfBoard Bay, tematizada con figuras del béisbol en Grand Slam Pool y una cancha de fútbol con figuras del deporte.

## Características
Muchas habitaciones poseen camas dobles. También se ofrecen habitaciones limitadas con camas en dosel. Habitaciones para discapacitados y no fumadores, también están disponibles. La habitaciones poseen televisores (transmiten los canales Disney Channel y ESPN), y cajas fuertes interiors. Planchas, tablas de planchar, y secadore están disponibles según la demanda. Refrigeradores y servicio delivery de pizza, también está disponible. También, se puede acceder a internet de alta velocidad por un cargo extra.

## Transporte
Inicialmente, Disney proveía de diferentes buses para cada uno de los resorts All-Star. En una movida aparente para recaudar fondos, los buses de los tres resorts All-Star recorren una sola ruta; deteniéndose primero en All-Star Sports, luego en All-Star Music y al final en All-Star Movies. Siendo el último en las paradas de autobús, los huéspedes suelen quedarse en las habitaciones o tardan en llegar a la entrada, por lo que el bus suele irse del All-Star Movies. Los problemas ocurren más frecuentemente en All-Star Music que en All-Star Sports.